# Livatu

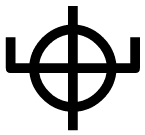
Símbolo del livatu.

El livatu es una unidad utilizada por el movimiento indígena Turaga y el Banco Tangbunia en Vanuatu para calcular el valor de artículos de moneda tradicional como cerdos y textiles. Un livatu equivale a un colmillo de jabalí completamente curvado, un elemento simbólico de valor en la cultura de Vanuatu. Las esteras largas teñidas, un artículo de cambio menos valioso, valen hasta medio livatu.
Según el jefe Viraleo Boborenvanua, director del Banco Tangbunia, el valor de 1 livatu se fija en 18 000 vatu (aproximadamente 180 dólares estadounidenses). Esto refleja aproximadamente el precio al que se venden los colmillos en los mercados de Port Vila. Los titulares de cuentas en el banco pueden realizar transferencias y emitir cheques en livatu.

## Etimología
La palabra livatu es un compuesto derivado de la palabra raga livo (diente, colmillo) y vatu (piedra). Livo deriva del proto-oceánico *lipon, del protomalayo-polinesio y protoaustronesio *lipen, una variante de *nipen/*ŋipen (compárese el samoano nifo y el tagalo ngipin). Vatu deriva del protooceánico *patu, del protomalayo-polinesio y protoaustronesio *batu (compárese con el malayo batu, el samoano fatu y el tagalo bato).

## Billetes de tuvatu

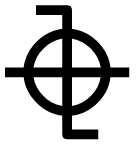
Símbolo del tuvatu.

En septiembre de 2014, el Sistema de Reserva de Destino de Gaogogona, una institución del movimiento Turaga, anunció planes para emitir billetes de papel, denominados tuvatu, para utilizarlos como "moneda indígena". (tuvatu se refiere al papel moneda, mientras que livatu se refiere a artículos tradicionales de valor como los colmillos de cerdo). Se han emitido diseños de muestra, en denominaciones que van desde 1 tuvatu hasta 1000 tuvatu. Una vez en circulación, se pretendía que fuesen intercambiables con el vatu, la moneda normal de Vanuatu, a un tipo de cambio de 20 000 vatu por 1 tuvatu. En comparación con las monedas y billetes vatu actualmente en circulación en Vanuatu, estos billetes representan cantidades extremadamente grandes de dinero, lo que refleja la creencia de Turaga de que el sistema económico occidental infravalora los activos tradicionales de la población local.
El Banco de la Reserva de Vanuatu (BRV) ha declarado que no reconoce el tuvatu como moneda y advirtió que quienes lo utilizan corren el riesgo de ser procesados, ya que la Sección 17.1 de la Ley del Banco de la Reserva otorga al BRV el derecho exclusivo de emitir monedas y billetes en Vanuatu. El movimiento Turaga cuestiona esta interpretación de la ley, argumentando que la Ley del Banco de la Reserva tenía como único objetivo prohibir la falsificación de vatu, y que el tuvatu es una expresión del derecho a seguir costumbres tradicionales consagrado en la constitución de Vanuatu.